# Brendan Perry
Brendan Michael Perry (Whitechapel, Londres, 30 de junio de 1959) es un músico, intérprete, compositor e integrante principal, junto a Lisa Gerrard, del grupo musical Dead Can Dance. 
Comenzó su carrera musical como vocalista y bajista de la banda australiana The Scavengers (posteriormente The Marching Girls), con la que nunca alcanzó un contrato discográfico. En 1981 formó en Melbourne (Australia) el grupo Dead Can Dance junto a Lisa Gerrard, Paul Erikson y Simon Monroe, una de las bandas de culto más importantes de las escenas del rock gótico, dark wave, post-punk y world music; si bien su estilo fue evolucionando hasta convertirse en una banda ecléctica mostrando influencias del dark ambient, música medieval, africana y oriental. 
En 1992 adquirió Quivvy Church, una antigua iglesia de 1885 situada en Belturbet, County Cavan, Irlanda, la cual convirtió en estudio de grabación. En 1998, Dead Can Dance se disolvió, por lo que Brendan Perry y Lisa Gerrard tomaron caminos separados hasta 2005, año en el que realizaron un tour de reunión temporal. Parte de las canciones presentadas fueron publicadas en su disco Ark (2010). Para 2012, Perry consolidó la reunión de Dead Can Dance. Producto de este relanzamiento, la banda grabó un nuevo disco, Anastasis (2012), y se fijaron fechas internacionales para promocionarlo. 
El 21 de abril de 2018, Brendan Perry anunció la grabación de un nuevo álbum de Dead Can Dance. Con el título de Dionysus, fue lanzado el 2 de noviembre de 2018. En septiembre de 2018 anunciaron una nueva gira por Europa para los meses de mayo y junio de 2019.

## Discografía
Con Dead Can Dance:
- Dead Can Dance (1984)
- Spleen and Ideal (1986)
- Within the Realm of a Dying Sun (1987)
- The Serpent's Egg (1988)
- Aion (1990)
- Into the Labyrinth (1993)
- Toward the Within (en vivo) (1994)
- Spiritchaser (1996)
- Anastasis (2012)
- Dionysus (2018)

En solitario: 
- Eye of the hunter (1999)
- Ark (2010)
- Songs of Disenchantment: Music from the Greek Underground (2020)

Colaboraciones:
- No Land (2017) con Olivier Mellano
- Ovations (2009) con Piano Magic